# Piiri
Piiri är en ort i Estland. Den ligger i Hummuli kommun och landskapet Valgamaa, i den södra delen av landet, 190 km söder om huvudstaden Tallinn. Piiri ligger 72 meter över havet och antalet invånare är 117.
Terrängen runt Piiri är platt, och sluttar österut. Runt Piiri är det glesbefolkat, med 9 invånare per kvadratkilometer. Närmaste större samhälle är Valka, 12,2 km söder om Piiri. I omgivningarna runt Piiri växer i huvudsak blandskog.